# Nyctophobia
Nyctophobia ist ein semi-kooperatives und taktiles Labyrinthspiel für 3 bis 5 Spieler von Catherine Stippell. Es erschien 2018 bei Pandasaurus Games und wird im deutschsprachigen Raum von Asmodee vertrieben. In dem Spiel spielen alle Spieler bis auf einen, ohne das Spielbrett sehen zu können. Die „blinden“ Spieler sind die Gejagten, die, um zu überleben, ein Auto auf dem Spielbrett finden und die Polizei rufen müssen. Der sehende Spieler ist der Jäger, der die Aufgabe hat, die Gejagten zu fangen und einen der Gejagten zu töten, bevor die Polizei eintrifft.
Das Spiel ist für Mitspieler ab etwa neun Jahren konzipiert, eine Runde dauert etwa 30 bis 45 Minuten.

## Hintergrund und Spielmaterial
Bei dem Spiel Nyctophobia versuchen mehrere Spieler blind in einem Labyrinth einem Jäger zu entfliehen, der sie töten möchte. Sie tragen dafür undurchsichte Brillen und können sich im Labyrinth nur fühlend bewegen. Der Jäger ist der einzige Spieler, der sehen kann; er spielt entweder in der Rolle eines Axtmörders oder in der einer Magierin. Er führt die Spieler und versucht zugleich, sie mit seiner Figur zu fangen und einen von ihnen zu töten. Das Spielfeld besteht dabei aus einem Spielplan, auf dem mit Baumreihen ein Labyrinth aufgebaut wird. Zwischen den Baumreihen befindet sich ein Raster aus 64 Löchern, durch das sich die Gejagten und der Jäger bewegen. Zudem besteht das Spielmaterial aus vier Dunkelbrillen, vier Spielfiguren für die Gejagten und einer für den Jäger, einer Autofigur, vier Karten für die Gejagten, sieben Steinplättchen, einem Wundenplättchen, einem Geräuschplättchen, neun Lebenspunkten, sechs Charakterklarten, vier Kompasskarten zur Anzeige der Himmelsrichtungen und je einem Kartensatz „Axtmörder“ und „Magierin“ mit je 12 Aktionskarten für den Jäger.

## Spielweise
Zu Beginn des Spiels wird ein Spieler zum Jäger und gleichzeitig Spielleiter ernannt. Dieser Spieler bekommt je nach Rollenwahl das Kartenset „Axtmörder“ oder „Magierin“. Alle anderen Spieler sind die Gejagten und erhalten jeweils eine Dunkelbrille, einen Stein, zwei Lebenspunkte, eine Spielfigur mit zugehöriger Karte sowie eine Charakterkarte mit einer Rollenbeschreibung. Der Spieler rechts neben dem Jäger ist der Startspieler. Alle Gejadten setzen sich die Dunkelbrille auf und der Jäger baut entsprechend der Anleitung ein Labyrinth auf, das die Mitspieler weder beim Aufbau noch beim Spiel sehen dürfen. Er legt zudem die vier Kompasskarten entsprechend der Himmelsrichtungen an das Spielfeld und platziert die Spielfiguren und die Autofigur. In beliebige Löcher verteilt er zudem Steinplättchen, wobei es ein Plättchen weniger als Mitspieler gibt. Zuletzt gibt er den Mitspielern einen Hinweis, in welcher Himmelsrichtung das Auto zu finden ist.
Der Jäger nimmt zu Spielbeginn zwei Karten seines Aktionsdecks auf die Hand und wählt von diesen eine aus, die er wieder abwirft. Danach beginnt der Startspieler das Spiel mit seinem Zug. Er streckt seine Hand aus und lässt sie vom Jäger zu seiner Spielfigur führen, danach darf er mit seinen Finderspitzen die direkte Umgebung von je einem Loch in vertikaler und horizontaler Richtung erkunden. Kommt er an eine Baumreihe, darf er nicht dahinter fühlen. Kann der Spieler etwas erfühlen, sagt ihm der Jäger, worum es sich handelt. Danach muss der Gejagte zwei Felder waagerecht oder senkrecht gehen, darf dabei jedoch nicht über Baumreihen oder über andere Figuren steigen. Steine auf dem Weg hebt er direkt auf und legt sie vor sich ab. Befindet sich der Gejagte während seines Zuges irgendwann neben dem Jäger, endet der Zug und es kommt zum Kampf. Vor oder nach dem Gehen darf der Gejagte allerdings noch eine Aktion durchführen. Er darf:
- rennen und damit ein weiteres Feld gehen, danach aber nicht die Umgebung abtasten.
- sich verstecken: er dreht seine Figur um und nimmt nicht mehr am Spiel teil, bis er wieder an der Reihe ist. Er darf in der Zeit nicht reden und muss seine Figur wieder umdrehen und ein Geräuschplättchen darauf legen, wenn er es doch tut. Zum Beginn seines nächsten Zuges dreht er die Figur wieder um, steht er dann neben dem Jäger kommt es zum Kampf.
- einen Stein werfen: Er muss angeben, in welche Richtung der Stein geworfen wird und dieser fliegt bis zum Feld vor dem nächsten Hindernis, wo er liegen bleibt. Der Jäger sagt an, welches Hindernis getroffen wurde und wie weit der Stein geflogen ist. Auf das entsprechende Feld wird zudem das Geräuschplättchen gelegt. Wird der Jäger vom Stein getroffen, muss er zwei Felder zurückweichen und darf im nächsten Zug nur einen Schritt machen; dafür legt er das Wundenplättchen auf seine Figur. Trifft ein Stein einen anderen Spieler, muss dieser einen Lebenspunkt abgeben und kann danach zurückweichen und sich verstecken.
- um Hilfe rufen: Wenn ein Spieler in seinem Zug das Auto erreicht, kann er um Hilfe rufen und läutet damit das Spielende ein. Danach muss jeder Gejagte noch eine Runde überleben, es kann sich aber niemand mehr verstecken.

Nachdem alle Gejagten gezogen haben, ist der Jäger am Zug. Er wählt eine seiner beiden Handkarten und handelt sie entsprechend der Anweisungen ab. Danach legt er beide Karten weg und zieht zwei neue Karten. Auf den Karten befindet sich häufig eine Aktion, die ausgeführt werden muss, wenn ein Geräuschplättchen auf dem Feld liegt, und eine ohne Geräusch. Liegt ein entsprec hendes Plättchen auf dem Spielfeld, muss sich der Jäger in dessen Richtung bewegen und sobald er es erreicht, entfernt er es. Liegt kein Geräuschplättchen auf dem Fel, zieht der Jäger in Richtung des nächsten Gejagten.
Sobald der Jäger ohne trennendes Hindernis neben einem Gejagten steht, kommt es zum Kampf. In dem Fall wird der Gejagte verletzt und muss einen Lebenspunkt abgeben. Wenn er einen Stein hat, darf er mit diesem nach dem Jäger werfen und wird von diesem getroffen. Er muss zwei Felder zurückweichen und darf im nächsten Zug nur einen Schritt machen. Der Gejagte weicht danach ein oder zwei Felder zurück, wobei er wieder die Gegend erkunden darf, und er darf sich verstecken. Nach einem Kampf wird das Geräuschplättchen vom Spielfeld entfernt, wenn eines vorhanden war.
Das Spiel kann auf zwei Arten beendet werden. Entweder, einer der Gejagten verliert seinen zweiten Lebenspunkt; in dem Fall gewinnt der Jäger das Spiel. Oder einer der Gejagten findet das Auto und ruft nach Hilfe – wenn dann alle Gejagten noch eine Runde überleben haben sie das Spiel gewonnen.

## Ausgaben und Rezeption
Nyctophobia wurde von der amerikanischen Spieleautorin Catherine Stippell entwickelt und erschien 2018 bei dem Spieleverlag Pandasaurus Games auf Englisch, Spanisch, Italienisch und Deutsch. Im deutschsprachigen Raum wird es von Asmodeevertrieben. Ebenfalls 2018 veröffentlichte der Verlag das Spiel Nyctophobia: Vampire Encounter, wobei der Jäger hier die Rolle eines Vampirs übernimmt.

## Belege
1. 1 2 3 4 5  Offizielle Spielregeln für Nyctophobia, Pandasaurus Games 2018.
2. ↑  Versionen von Nyctophobia in der Spieledatenbank BoardGameGeek (englisch); abgerufen am 27. Februar 2023
3. ↑  Nyctophobia: Vampire Encounter in der Spieledatenbank BoardGameGeek (englisch); abgerufen am 27. Februar 2023